# Dustin Rhodes
Dustin Patrick Runnels (* 11. April 1969 in Austin, Texas) ist ein US-amerikanischer Wrestler, der derzeit bei All Elite Wrestling als Dustin Rhodes auftritt. Als Goldust stand er insgesamt 18 Jahre bei WWE unter Vertrag. Sein Vater, Dusty Rhodes, war einer der bekanntesten Wrestler seiner Zeit, sein Halbbruder ist der Wrestler Cody Rhodes.

## Biografie

### Anfänge
Runnels kam über seinen Vater Dusty Rhodes zum Wrestling. Er gab 1988 sein Debüt bei der World Championship Wrestling. Dort bekam er den Namen Dustin Rhodes und bildete ein kurzlebiges Team mit Kendall Windham, das sich Texas Broncos nannte. Der erste WCW-Run von Runnels dauerte nur wenige Monate, als er zwei Monate nach seinem Vater die Promotion verließ.
1990 trat Runnels neben seinem Vater erstmals für die damalige World Wrestling Federation auf. Unter anderem bestritt er beim Royal Rumble zusammen mit seinem Vater ein Match gegen „The Million Dollar Man“ Ted DiBiase und Virgil.

### World Championship Wrestling (1991–1995)
Nach nur einem Jahr verließ er die WWF wieder und unterschrieb einen Vertrag bei World Championship Wrestling, wo er im Februar 1991 seine Rückkehr feierte. Im Oktober 1992 durften Runnels und sein Partner Barry Windham zusammen die WCW World Tag Team Championship gewinnen. Nachdem sie den Titel abgeben mussten, wurden beide in ein Fehdenprogramm gegeneinander eingebunden. Im Januar 1993 durfte Runnels den WCW US-Titel halten. Er musste den Titel im Dezember 1993 schließlich an Steve Austin verlieren. 1995 wurde Runnels Vertrag nicht verlängert. Er wurde nun aus der Storyline geschrieben, nachdem es in einem Match gegen Barry Darsow trotz eines Verbotes von Seiten der WCW zu einem Blading kam.

### World Wrestling Federation und Rückkehr zur WCW (1995–2001)

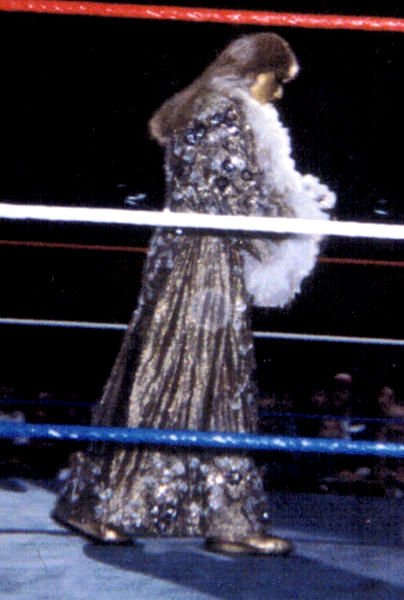
Rhodes als The Artist Formerly Known As Goldust, 1995

Runnels unterschrieb nun erneut bei der WWF. Bei der WWF wurde er ab September 1995 als The Artist Formerly Known As Goldust eingesetzt. Sein Gimmick entsprach einem sexuell zweideutigen Filmstar. Er trug im Ring einen schwarz-goldenen Ganzkörperanzug und hatte eine Gesichtsbemalung in den gleichen Farben. Runnels wurde in ein Fehdenprogramm mit Razor Ramon eingebunden, das seinen Abschluss in Runnels Gewinn der WWF Intercontinental Championship fand. Diesen Titel musste er am 23. Juni 1996 an Ahmed Johnson abgeben. Nach seiner Storyline-mäßigen Enttarnung im Mai 1998 wurde Runnels unter seinem alten WCW-Namen in verschiedenen Fehdenprogrammen eingebunden. Erst im Oktober des Jahres wurde der Goldust-Charakter reaktiviert. Vor seiner Entlassung wurde er 1999 kurzfristig als IC-Champion eingebunden. Nach der Titelabgabe unterschrieb er wieder bei WCW.
1999 kehrte Runnels zu World Championship Wrestling zurück. Dort kam er zuerst unter einem Gimmick das auf "The Strangers" vom 1998 Film Dark City basierte. Das Gimmick wurde gleich am ersten Tag seiner Rückkehr fallen gelassen und er trat als „The American Nightmare“ Dustin Rhodes – eine Anlehnung an den Spitznamen seines Vaters („The American Dream“) – auf.

### Rückkehr zur WWF/E und Total Nonstop Action Wrestling (2002–2008)

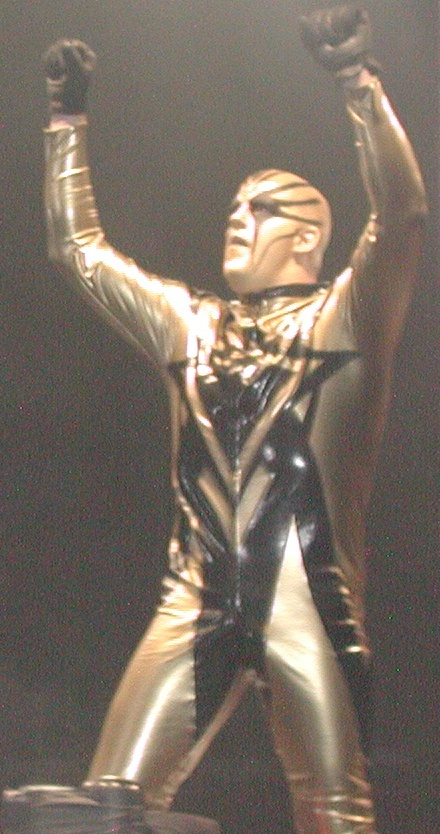
Rhodes als Goldust, 2003

Im Januar 2002 kam Runnels zur WWE zurück, wo man ihm erneut sein Goldust-Gimmick gab. Er wurde in ein Fehdenprogramm mit Rob Van Dam geschrieben und diese wurde von Runnels mit dem Erhalt des WWF Hardcore-Titels abgeschlossen. Im März 2002 wurde die World Wrestling Federation in World Wrestling Entertainment umbenannt und in zwei Marken, RAW und SmackDown!, geteilt. Runnels war daraufhin für den RAW-Kader aktiv und bildete ein Team mit Booker T. 2002 hatten die beiden, nachdem Booker T die reaktivierte New World Order verlassen hatte, ein Fehdenprogramm mit dieser. Bei Armageddon 2002 durften beide den World Tag Team Titel gewinnen. 2003 trennte man das Team wieder. Danach hatte Runnels nur noch selten Auftritte und wurde im Dezember entlassen.
Am 4. Februar 2004 gab Runnels sein Debüt bei Total Nonstop Action Wrestling als Dustin Rhodes. Dort durfte er mit Jeff Jarrett um die NWA World Heavyweight Championship fehden, ohne diese jedoch zu gewinnen. Im April 2005 lief sein Vertrag bei TNA aus und wurde nicht verlängert.
Am 31. Oktober 2005 kehrte Runnels erneut zur WWE zurück. Ab Januar 2006 wurde er im Team mit Snitsky in ein Fehdenprogramm gegen Lance Cade und Trevor Murdoch geschrieben. Bereits am 14. Juni 2006 wurde er wieder aus seinem laufenden Vertrag entlassen.
Ab Juli 2007 trat Dustin Rhodes wieder bei Total Nonstop Action Wrestling auf. Dort trat er fortan als Black Reign (einer Art dunklem Alter Ego von Goldust) an. Verschiedentlich wechselte Runnels während seiner Fehdenprogramme zwischen den Gimmicks von Dustin Rhodes und Black Reign. Ende Juli 2008 wurde bekannt, dass TNA und Runnels getrennte Wege gehen. Runnels besaß keinen Festvertrag, sondern erhielt für seine TNA-Auftritte ein Honorar. Nach seiner TNA-Entlassung trat er bei verschiedenen Independent-Ligen an.

### Erneute Rückkehr zur WWE (2008–2019)
Ab Oktober 2008 war Runnels wieder für die WWE tätig, bei der er zunächst in der Montagsshow RAW auftrat. Am 29. Juni 2009 wechselte Goldust zur Dienstagssendung ECW. Dort fehdete er mit Christian, Tommy Dreamer und Yoshi Tatsu gegen William Regal, Vladimir Kozlov und Ezekiel Jackson. Nachdem die ECW eingestellt worden war, ging er zu SmackDown. Im Rahmen der WWE Drafts kam Runnels am 26. April 2010 erneut zu RAW. Von September bis November 2010 trat Runnels bei WWE NXT als Trainer der litauischen Wrestlerin Aksana auf, die er laut Storyline heiratete und so vor der Ausweisung schützte. Nach einer Verletzung im Dezember 2010 trat er anschließend nur noch sporadisch in den Shows auf. Nebenbei war Runnels hinter den Kulissen als Backstage Producer sowie Trainer der Diven tätig. Am 6. Mai 2012 wurde bekannt, dass er auf Grund eines Vorfalls bei SmackDown entlassen wurde.

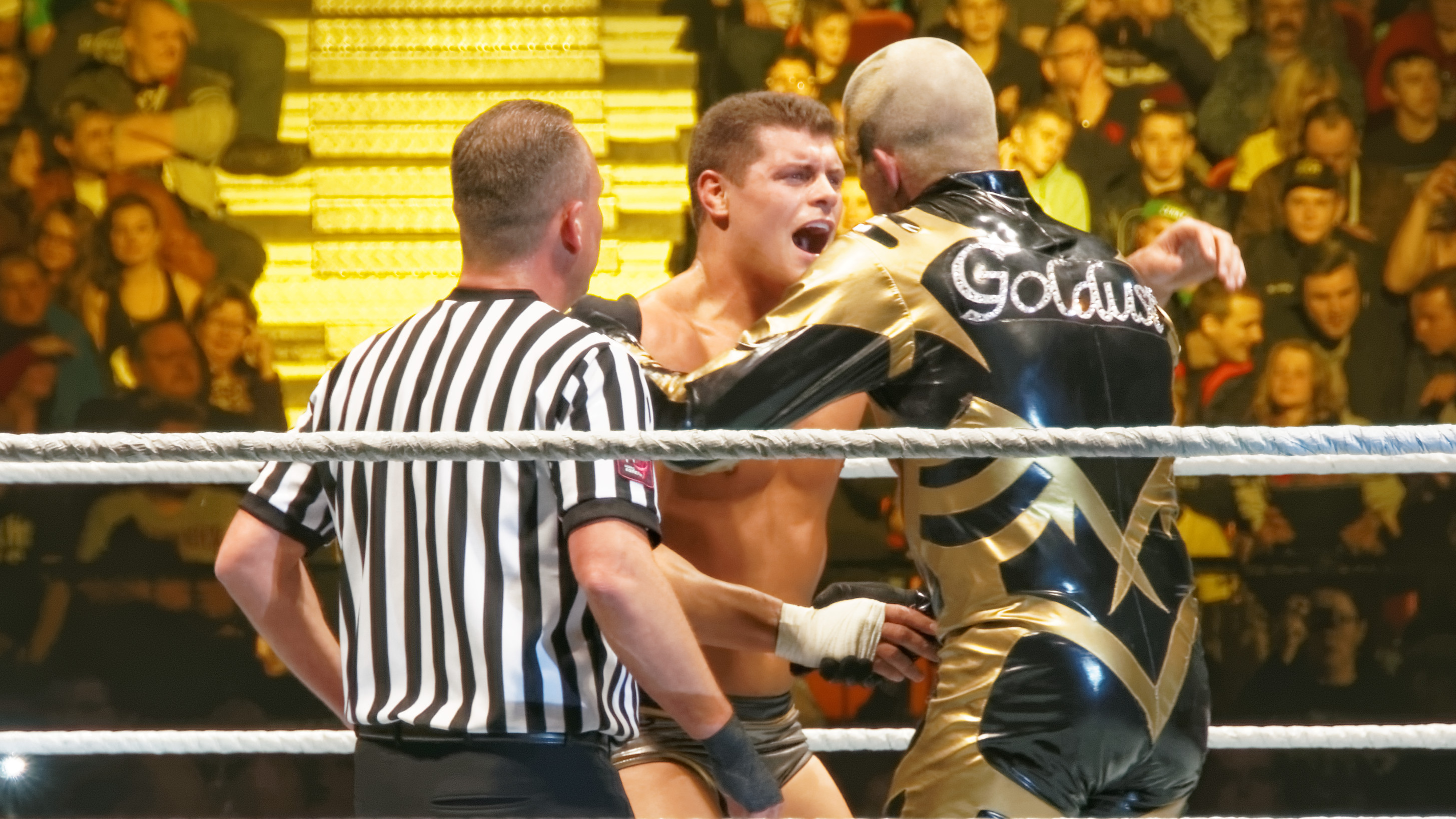
Rhodes hielt die WWE Tag Team Championship zweimal mit seinem Bruder Cody Rhodes

Am 27. Januar 2013 nahm er bei der entsprechenden Großveranstaltung am Royal Rumble-Match teil. Am 9. September 2013 kehrte Runnels zur WWE zurück. Hierbei wurde er in eine Fehde eingebunden, in der er seinem Bruder zur Seite stand, um ihm nach einem verlorenen Karrierematch gegen Randy Orton zur Wiedereinstellung zu verhelfen. Am 14. Oktober 2013 gewannen Cody Rhodes und er die WWE Tag Team Championship und verloren sie am 26. Januar 2014 beim Royal Rumble an die New Age Outlaws. Nach seiner letzten Verletzung entließ man ihn nach seiner eigenen Bitte im März 2019 aus seinem Vertrag.

### All Elite Wrestling (seit 2019)

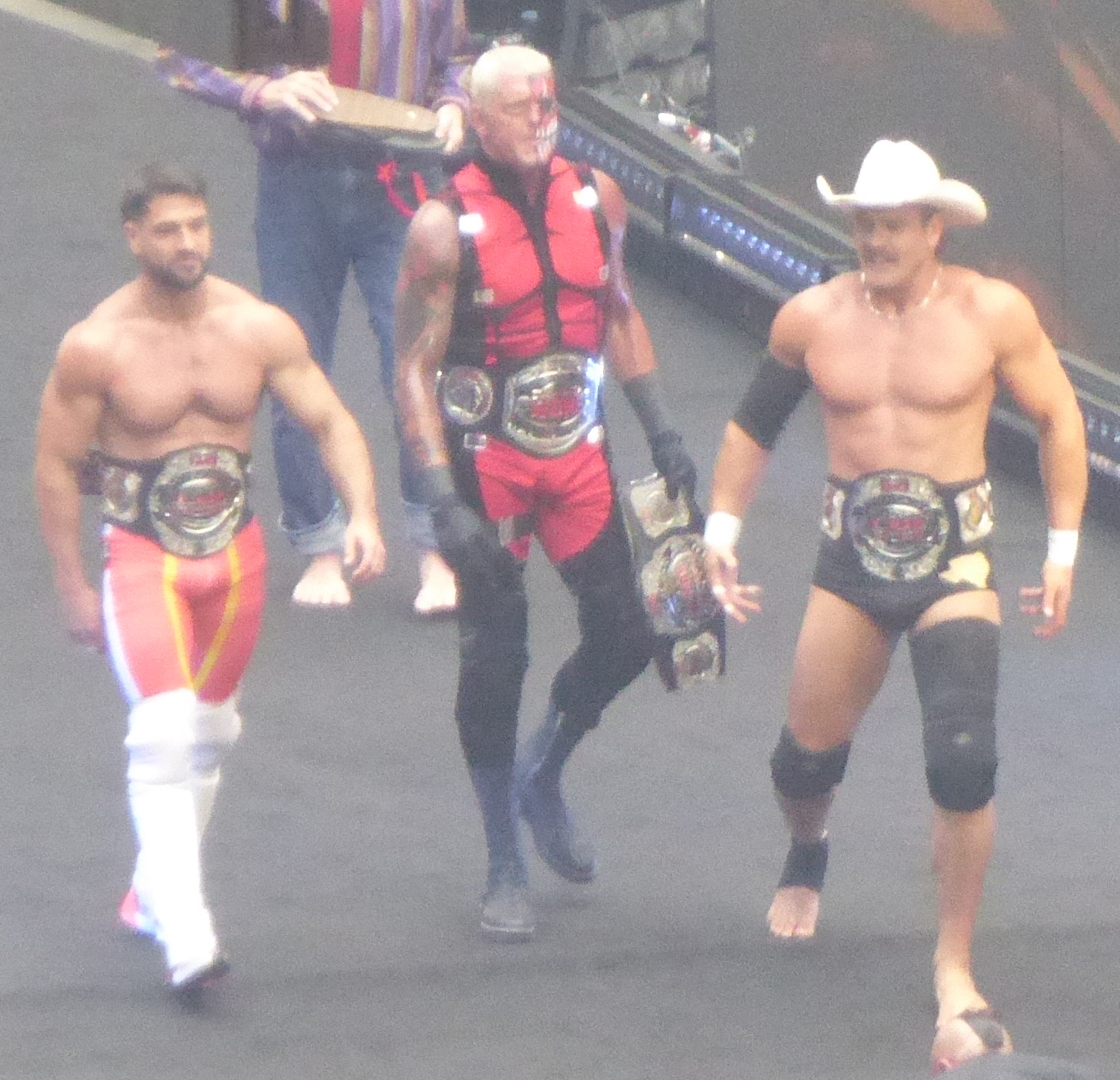
Rhodes als ROH Tag Team und Six-Man Tag Team Champion, 2024

Im April 2019 wurde Runnels als Teil des Kaders von All Elite Wrestling offiziell bestätigt. Beim ersten Event von All Elite Wrestling Double Or Nothing am 25. Mai 2019, verlor Runnels, wieder unter dem Ringnamen Dustin Rhodes, sein Match gegen seinen Bruder Cody.

## Titel und Auszeichnungen

### Titel
- American Combat Wrestling
  - 1× ACW Heavyweight Champion

- Championship Wrestling from Florida
  - 1× NWA Florida Heavyweight Champion
  - 1× NWA Florida Tag Team Champion mit Mike Graham

- Coastal Championship Wrestling
  - 1× CCW Heavyweight Champion

- Professional Wrestling Federation
  - 1× PWF Florida Champion

- Ring of Honor
  - 1× ROH World Tag Team Champion mit Sammy Guevara
  - 1× ROH World Six-Man Tag Team Champion mit Marshall Von Erich und Ross Von Erich

- Turnbuckle Championship Wrestling
  - 1× TCW Heavyweight Champion

- World Championship Wrestling
  - 2× WCW United States Heavyweight Champion
  - 2× WCW World Tag Team Champion jeweils 1× mit Barry Windham und Ricky Steamboat
  - 1× NWA World Tag Team Champion mit Barry Windham
  - 1× WCW World Six-Man Tag Team Champion mit Big Josh und Tom Zenk

- World Wrestling Federation/Entertainment
  - 3× WWF Intercontinental Champion
  - 1× World Tag Team Champion mit Booker T
  - 2× WWE Tag Team Champion mit Cody Rhodes
  - 7× WWF Hardcore Champion